# Panek CarSharing
Panek CarSharing – największy pod względem liczby samochodów i lokalizacji system car-sharing w Polsce, działający na terenie ponad 13 aglomeracjach. Usługa została uruchomiona w Warszawie w lipcu 2017 roku, kiedy to na stołeczne ulice wyjechało 300 egzemplarzy Toyoty Yaris z silnikiem hybrydowym. Firma oferuje bezobsługowy wynajem samochodów na minuty i doby w trybie niestacjonarnym. Dostęp do usługi zapewnia aplikacja mobilna na dwóch platformach – Android i iOS.

## Historia
Usługa należy do ogólnopolskiego przedsiębiorstwa zajmującego się wynajmem samochodów – Panek S.A., a jej pomysłodawcą jest założyciel i właściciel Panek S.A. – Maciej Panek. Pomysł stworzenia usługi car-sharingu zrodził się na podstawie obserwacji tradycyjnego rynku wynajmu samochodów.
Start usługi nastąpił 9 lipca 2017 roku w Warszawie, a poprzedzony został udaną próbą pobicia rekordu Guinnessa w postaci jednoczesnego przejazdu największą liczbą samochodów z napędem hybrydowym na zamkniętym torze. Łącznie w próbie uczestniczyło 339 takich samochodów, z czego do Panek CarSharing należało 300 egzemplarzy Toyoty Yaris, które po zakończeniu wydarzenia udostępniono zarejestrowanym klientom.
W listopadzie 2018 roku nastąpiła pierwsza ekspansja usługi, kiedy strefa wynajmu oraz samochody Toyota Yaris (w liczbie 100 sztuk) pojawiły się w Lublinie. Panek CarSharing, otwierając strefę w Lublinie, udostępnił swoim klientom możliwość jednokierunkowych przejazdów pomiędzy dotychczasową strefą w Warszawie i nowo otwartą w Lublinie, w efekcie czego wynajem samochodu rozpoczęty w jednej lokalizacji mógł zostać zakończony w innej bez dodatkowych opłat.
W drugiej połowie 2019 roku usługa zyskała strefy w kolejnych lokalizacjach – w Trójmieście, w Krakowie i we Wrocławiu, a także wprowadzono do floty nowe modele samochodów hybrydowych – Toyotę Corollę oraz Toyotę C-HR. Pod koniec 2019 w usłudze pojawiły się również pierwsze egzemplarze samochodów elektrycznych – 10 sztuk Smarta EQ.
W maju 2020 roku Panek CarSharing zdecydował się na udostępnienie usługi w kolejnych lokalizacjach, w efekcie czego usługa działała w ponad 150 miastach, umożliwiając dostęp do car-sharingu w każdym mieście w Polsce o populacji powyżej 40 tysięcy mieszkańców. W grudniu 2020 liczba miast została ograniczona do 13 największych aglomeracji.
W październiku 2020 roku przedsiębiorstwo dokonano kolejnej ekspansji swojej sieci, otwierając kolejne kilkadziesiąt lokalizacji, dzięki czemu usługa Panek CarSharing dostępna była w 250 lokalizacjach i jednocześnie w każdym polskim mieście o populacji powyżej 20 tysięcy mieszkańców.
29 marca 2025 roku doszło do zawieszenia usługi w ramach trwającego procesu restrukturyzacji spółki Panek S.A..

## Pojazdy
Panek CarSharing posiada ponad 2000 samochodów o napędzie: spalinowym (Fiat 500, Seat Arona, Mercedes GLA), hybrydowym (Toyota Yaris, Toyota Corolla, Toyota C-HR) oraz elektrycznym (Nissan Leaf i Renault Zoe, Smart EQ i Jaguar I-Pace).
Od 2018 roku w usłudze udostępniane są również pojedyncze egzemplarze klasyków motoryzacji, czego pomysłodawcą był Leszek Leśniak – dyrektor usługi. Flota klasyków składa się następujących samochodów: Polonez Caro, Fiat 126p, Fiat 125p, Syrena 105, Trabant, Fiat Multipla. Stworzone są także grupy specjalne: Unique - Cupra Formentor, BMW 318i, BMW X3 oraz Extreme - Ferrari F430, BMW 650i.

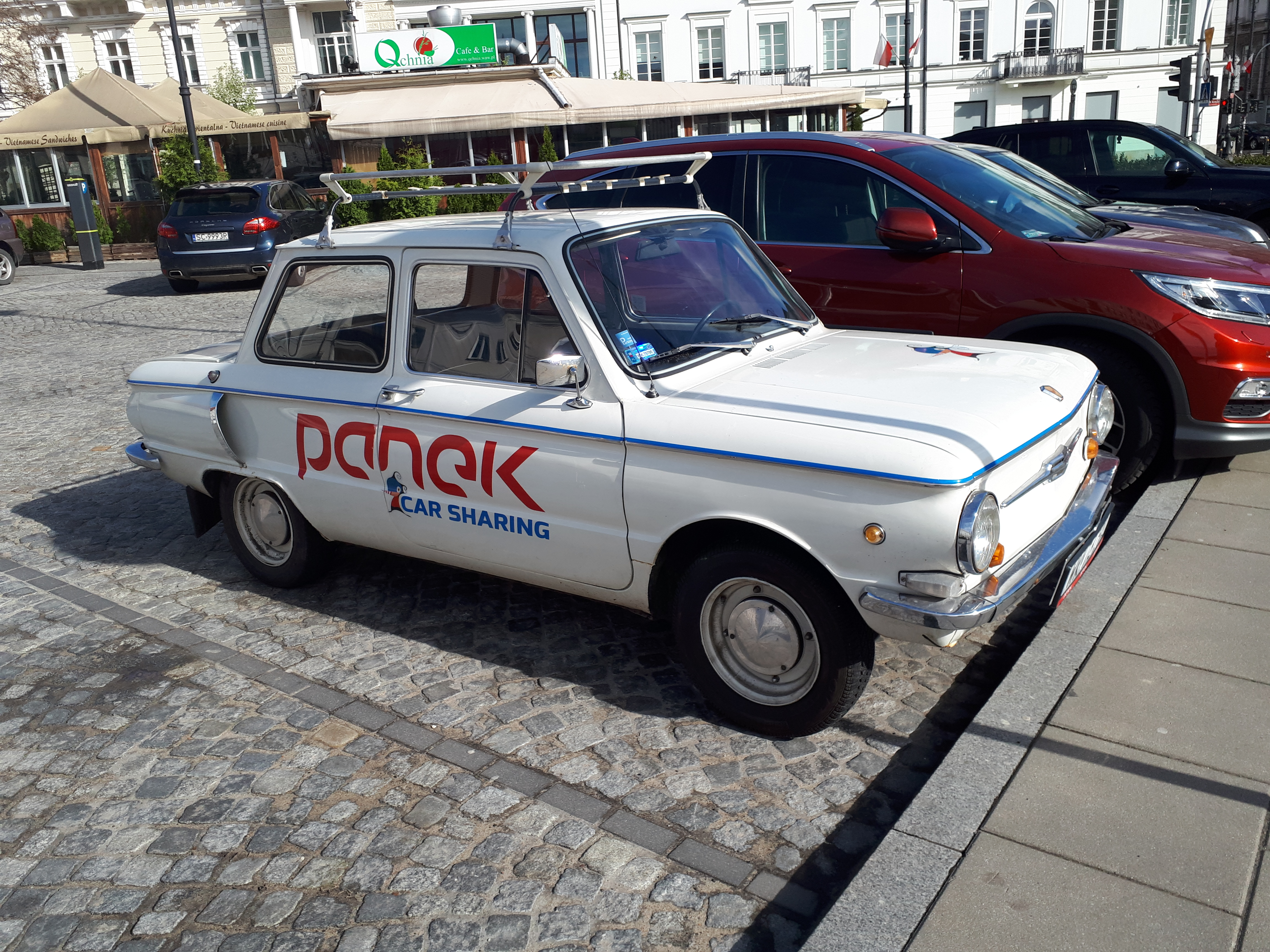
ZAZ-968 Zaporożec możliwy do wypożyczenia w Warszawie

We wrześniu 2020 w warszawskiej strefie usługi dołączono do 10 samochodów dostawczych Renault Master, a wyróżnikiem floty Panek CarShraring jest automatyczna skrzynia biegów, w którą wyposażony jest każdy samochód usługi (z wyjątkiem serii klasyków motoryzacji) oraz biały kolor karoserii z czerwonym logotypem i sylwetką BirdMana, pochodzącą z obrazu artysty Roberta Romanowicza.